# Катунг-Канг
Катунг-Канг (также Кхатунг-Канг) — гора в Гималаях, входит в состав горного массива Дамодар-Гимал, находящегося в центральной части Непала. Главная вершина горы имеет высоту 6484 м, также, к северу от главной вершины выделяют второстепенную вершину — Торонг-Ри (6144 м, 28°46′57″ с. ш. 83°55′43″ в. д.).

## Перевал Торонг-Ла
К северу от Катунг-Канга расположена ещё одна гора-шеститысячник — Якава-Канг (6482 м). В седловине между Торонг-Ри и Якава-Кангом на высоте 5416 м находится перевал Торонг-Ла. Тропа, проходящая через перевал, регулярно используется местными торговцами, а также любителями горного туризма — перевал является наивысшей точкой пешего туристского маршрута «Трек вокруг Аннапурны».

## Восхождения
Первое восхождение на Катунг-Канг было совершено весной 1956 года швейцарскими альпинистами Артуром Баумгартнером (Arthur Baumgartner) и Маргаритой Дериез (Marguerite Deriez).